# Philémon Yang
Philémon Yunji Yang (ur. 14 czerwca 1947 w Jiketem-Oku w departamencie Bui) – kameruński polityk, były minister i ambasador, premier Kamerunu od 30 czerwca 2009 do 4 stycznia 2019.

## Życiorys
Uczęszczał do szkoły podstawowej i średniej prowadzonej przez misjonarzy w Bali. W 1972 ukończył prawo i nauki ekonomiczne na Uniwersytecie w Jaunde. Następnie kształcił się w Ecole nationale d’administration et de magistrature (ENAM). W 1974 rozpoczął pracę w Międzynarodowym Instytucie Administracji Publicznej w Paryżu (l’Institut international d’Administration publique de Paris).
W styczniu 1975 objął stanowisko prokuratora Sądu Apelacyjnego w Buéa. 30 czerwca 1975 został mianowany wiceministrem administracji terytorialnej. 8 listopada 1979 objął funkcję ministra kopalń i energii i sprawował ją przez 4 lata. 23 października 1984 został mianowany ambasadorem Kamerunu w Kanadzie. W 1995, po przystąpieniu Kamerunu do Wspólnoty Narodów, zmienił tytuł na Wysokiego Komisarza. W Ottawie rezydował przez ponad 20 lat. Przez 10 lat był dziekanem korpusu dyplomatycznego w Kanadzie.
8 grudnia 2004 Yang został mianowany podsekretarzem generalnym prezydencji Republiki. 17 grudnia opuścił Ottawę i 21 grudnia został zaprzysiężony na stanowisku.
30 czerwca 2009 prezydent Paul Biya mianował go premierem Kamerunu. Zastąpił na stanowisku Ephraïma Inoniego. Były to największe zmiany w rządzie od ponad czterech lat. W skład nowego gabinetu weszło 6 nowych ministrów, a 3 dotychczasowych zmieniło zajmowane stanowiska. Nowi ministrowie objęli resorty: obrony, poczty i telekomunikacji, komunikacji, edukacji, równouprawnienia kobiet oraz zasobów wodnych, energii i sportu. Zmiany w gabinecie miały być odpowiedzią prezydenta na coraz powszechniejsze niezadowolenie społeczne, spowodowane wzrostem cen żywności i wysokim poziomem korupcji w organach władzy.
W marcu 2024 r. Philémon Yang zostaje wyznaczony na afrykańskiego kandydata na prezydenta 79. sesji Zgromadzenia Ogólnego ONZ..